# Sŭngjibaegam
Sŭngjibaegam är en ort i Nordkorea.   Den ligger i provinsen Yanggang-do, i den nordöstra delen av landet, 400 km nordost om huvudstaden Pyongyang. Sŭngjibaegam ligger 1 466 meter över havet och antalet invånare är 11 786.
Terrängen runt Sŭngjibaegam är kuperad. Runt Sŭngjibaegam är det ganska glesbefolkat, med 29 invånare per kvadratkilometer. Det finns inga andra samhällen i närheten. I omgivningarna runt Sŭngjibaegam växer i huvudsak blandskog.